# Paolo Borsellino

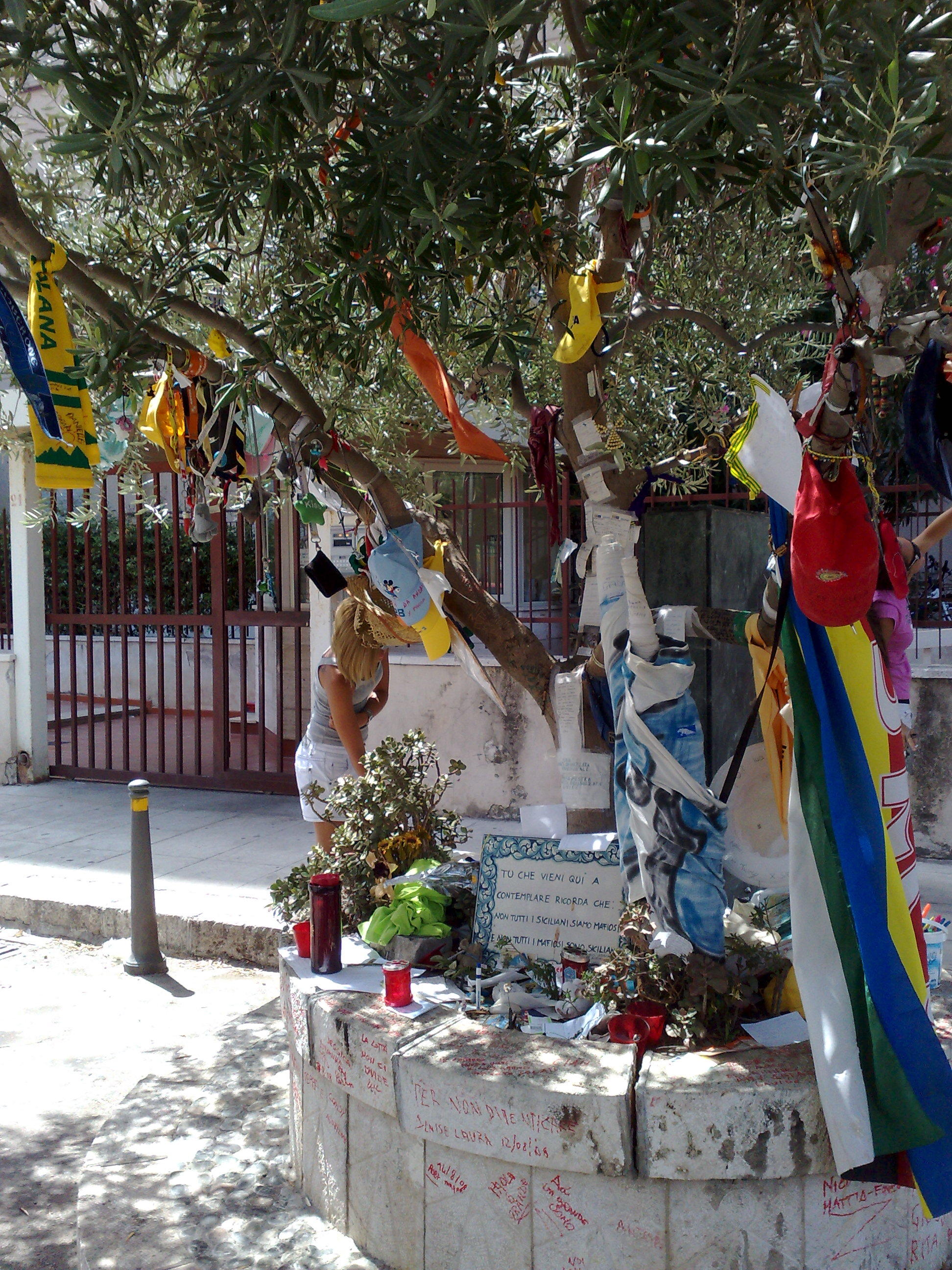
Herdenkingsboom voor Borsellino in Palermo op de Via d'Amelio, waar hij werd vermoord.

Paolo Borsellino (Palermo, 19 januari 1940 – aldaar, 19 juli 1992) was een Italiaanse officier van Justitie en onderzoeksrechter die de maffia bestreed op Sicilië samen met Giovanni Falcone. Hij werd door de maffia met een autobom in Palermo vermoord. Giovanni Falcone werd kort tevoren eveneens door de maffia vermoord. Samen hebben ze de maffia een zware slag toegebracht in het zogenaamde maxiprocesso, dat in 1987 geleid heeft tot straffen van negentienmaal levenslang en in totaal 2665 jaar gevangenisstraf voor 360 criminelen.